# Louise Borgia
Louise Borgia (17. května 1500 – 1553) byla francouzská šlechtična a vévodkyně z Valentinois, tento titul zdědila po smrti svého otce Cesara Borgii, vévody z Valentinois. Byla taktéž dámou z Chalus, tento titul získala skrze matku Charlottu z Albretu, a byla členkou Třetího řádu svatého Dominika 

## Život
Louise se narodila 17. května roku 1500 jako jediné dítě Cesara Borgii a jeho ženy Charlotty z Albretu. Měla však přinejmenším jedenáct nelegitimních sourozenců od otcových milenek. Jejími prarodiči z otcovy strany byli papež Alexandr VI a Vannozza dei Cattanei; z matčiny strany Alan I. z Albretu a Françoise z Châtillon-Limoges. 
12. května roku 1507 byl její otec zabit při obléhání Viany ve službách strýce její matky, krále Jana III. Navarského. Louise jakožto jediná legitimní dědička získala otcovy peníze i titul vévody (vévodkyně) z Valentinois. Protože bylo Louise teprve sedm let, pečovala o její záležitosti matka coby regentka a to až do své smrt v roce 1514. Luisa se v necelých čtrnácti letech stala sirotkem a dámou z Chalus. 
Louise se poprvé vdala 7. dubna 1517. Jejím manželem se stal Ludvík II. z Trémoille, guvernér Burgundska. Ten byl však zabit v bitvě u Pavii dne 24. února roku 1525, a tak se mladá šlechtična stala ve čtyřiadvaceti vdovou. 
Podruhé se provdala za Filipa Bourbona, seigneura z Bourbon-Busset, dne 3. února 1530. Manželé se usadili na zámku Château de Busset, kde provedli mnoho renovací, včetně zakrytí podloubí v přízemí a galerie ve východním křídle.  Louise porodila Filipovi šest dětí:
- Claude Bourbon (18. října 1531 až 1588; hrabě z Bussete, Puyagutu a Chalus , oženil se s Marguerite de La Rochefoucauld a měl s ní děti)
- Marguerite Bourbonská (10. října 1532 až 8. září 1591; vzala si Jeana de Pierre-Buffiere, barona z Pontarion, manželství bylo bezdětné)
- Henri Bourbon (1533 až 1534)
- Catherine Bourbonská (narodila se 14. října 1534; nic více o ní není známo)
- Jean Bourbon (narodil se 2. září 1537; seigneur z La Motte-Feuilly a Montetu, oženil se s Euchariste de La Brosse-Morlet a měl s ní děti)
- Jerome Bourbon (narodil se 19. října 1543 a zemřel před rokem 1619, Seigneur z Montetu, oženil se s Jeanne de Rollat, manželství bylo bezdětné)

## Smrt
O smrti této ženy se ví velice málo. Pouze to, že zemřela na území Francie v roce 1553, buď ve věku dvaapadesáti, nebo třiapadesáti let.